# Ким Ан Ги Агата
 Ким Ан Ги Агата  или  Агата Ким  (кор.  김 아가타, 1787, Сеул, Корея — 24 мая 1839, там же) — святая Римско-Католической Церкви, мученица.

## Биография
Ким Ан Ги родилась в нехристианской семье. Её старшая сестра приняла католичество и под её влиянием Ким Ан Ги заинтересовалась христианством. Из-за трудностей с обучением христианской вере и неграмотностью, Ким Ан Ги откладывала своё крещение. В сентябре 1836 года она была арестована вместе с Магдаленой Ким Об И и Барбарой Хан Ан Ги. Все они были доставлены в тюрьму, в которой они пробыли в течение трех лет до судебного приговора. В тюрьме Ким Ан Ги приняла крещение под именем Агата. 24 мая 1839 года Агата Ким Ан Ги была казнена в Сеуле с группой из восьми католиков.

## Прославление
Агата Ким Ан Ги была беатифицирована 5 июля 1925 года Римским Папой Пием XI и канонизирована 6 мая 1984 года Римским Папой Иоанном Павлом II вместе с группой 103 корейских мучеников.
День памяти в Католической Церкви — 20 сентября.

## Источник
- Catholic Bishops’ Conference of Korea Newsletter No. 38 (Spring 2002)  (англ.)
- Catholic Bishops’ Conference of Korea Newsletter No. 39 (Summer 2002)  (англ.)